# Flughafen Wagga Wagga

i7
i11
i13
Der Flughafen Wagga Wagga (englisch Wagga Wagga Airport, IATA-Code: WGA, ICAO-Code: YSWG) ist ein australischer Flughafen nahe der Stadt Wagga Wagga in New South Wales. Er teilt Landebahnen und einige Flugeinrichtungen mit der angrenzenden RAAF-Base Wagga.
Rex Airlines hat eine starke Präsenz am Flughafen, dem wichtigsten Technik- und Wartungsstützpunkt für die Flotte der Saab 340-Flugzeuge.
Der Flughafen ist heute das Wartungszentrum der Fluggesellschaft Regional Express Airlines, welche in Wagga Wagga ihren Sitz hat. Sie bedient ab hier derzeit die Ziele Melbourne und Sydney, wobei Letzteres auch von QantasLink bedient wird.

## Geschichte

### Gründung und Zweiter Weltkrieg
Im Jahr 1939 wollte die Royal Australian Air Force (RAAF) eine Ausbildungsbasis im Landesinneren errichten. Der Gruppenkapitän Cobby bat den in Wagga ansässigen Hughie Condon und bat ihn, Standorte vorzuschlagen, die geeignet sind. Condon empfahl einen Standort im Dorf Forest Hill. Es war bereits mit der Bahn erreichbar und hatte eine Anbindung an den Sturt Highway und war ausreichend weit von der Stadt Wagga Wagga entfernt.
Die Gebäudeaufteilung wurde sorgfältig entworfen, um sicherzustellen, dass der Landebereich der Flugzeuge die Möglichkeit für einen „allgemeinen“ Betrieb bietet. Je nach den betrieblichen Anforderungen der Piloten könnten Flugzeuge möglicherweise überall und in jede Richtung landen.
RAAF Forst Hill wurde am 29. Juli 1940 in Betrieb genommen und war zunächst die Heimat der 2SFTS. Die Service Flying Training Schools führten eine Fortbildung für Absolventen der Elementary Flying Training Schools durch.
Am Ende des Zweiten Weltkriegs wurde die zivile Luftfahrt wieder aufgenommen. Es wurde beschlossen, den zivilen Flugbetrieb in Forest Hill unterzubringen.

### Erweiterung der Nachkriegszeit
Da neue Transportflugzeuge wie die Convair Metropolitan immer häufiger zum Einsatz kamen, wurde beschlossen, eine Asphaltlandebahn zu bauen. Dies war zeitlich so geplant, dass es für den Beusch von Elizabeth II. in Wagga im Jahr 1954 abgeschlossen werden konnte. Die Einführung von Fokker F28 Fellowship-Regionaljets durch Airlines of New South Wales im Jahr 1983, um größere regionale Zentren zu bedienen. Der Staat erforderte weitere Modernisierungen des Flughafens. Die Bundesregierung stellte 2,3 Millionen US-Dollar für die Arbeiten bereit, darunter den Bau eines Kontrollturms und der Flugsicherung gehörte und die bis 1985 abgeschlossen sein sollten. Im Rahmen der Modernisierung wurde auch ein Terminalgebäude mit getrennten Ankunfts- und Abflugbereichen und einem Kiosk errichtet, das die überfüllten und unzureichenden Einrichtungen aus der 1940er-Jahre ersetzte. Rund um das Terminal wurde zusätzlicher Vorfeldbereich geschaffen, um gleichzeitig einen Regionaljet, zwei Pendlerflugzeuge und ein Militärtransporter unterzubringen. Eine Verlängerung der Start- und Landebahn 05/23 um 200 m und eine parallele Rollbahn in voller Länge wurden ebenfalls untersucht, die Regierung setzte diese Arbeiten jedoch nicht fort. Damals wurde prognostiziert, dass die Zahl der am Flughafen abgefertigten Passagiere bis zum Jahr 2000 von 88.000 auf über 130.000 pro Jahr ansteigen würde, während man mit 31.880 jährlichen Flugbewegungen rechnete.
Am 28. Januar 1992 sicherte sich der Stadtrat von Wagga Wagga einen 30-jährigen Pachtvertrag vom Commonwealth of Australia, damit dort die Boeing 737 abgefertigt werden können.

### 21. Jahrhundert
Im Juni 2009 wurde der Flughafen Wagga Wagga auf Platz drei der weltweit seltsamsten Flughäfen gelistet.
Im Dezember 2009 wurde eine 2,2 Millionen US-Dollar teures Upgrade abgeschlossen, um die Kapazität für zukünftiges Wachstum zu erhöhen und die Sicherheit zu verbessern.
Am 27. Mai 2010 kündigte Anthony Albanese an, dass die Bundesregierung dem Stadtrat von Wagga Wagga im Rahmen des Regional and Local Community Infrastructure Programm Mittel im Wert von 1,05 Mio. AUD Für die Installation des Instrumentenlandesystems (ILS) im Wert von 1,63 Mio. AUD zur Verfügung gestellt werden. Das ILS wurde am 16. Dezember 2010 von Airservices Australia in Auftrag gegeben.
Der Stadtrat von Wagga Wagga veröffentlichte im April 2010 den Entwurf des Masterplans für den Flughafen Wagga Wagga, um die Entwicklung des Flughafens so zu steuern, dass er dem prognostizierten Wachstum der Stadt in den nächsten 20 Jahren gerecht wird, einschließlich eines neuen Passagierterminals, das Jets der Größe Boeing 737 aufnehmen kann.
Im April 2011 wurde eine gemeinsame Ausschreibung für Sicherheitsverbesserungen bei der Gepäck- und Passagierkontrolle für die Flughäfen Wagga Wagga, Tamworth und Dubbo ausgeschrieben, die bis Juli 2012 abgeschlossen sein sollte. Der Stadtrad von Wagga Wagga sollte 650.000 AUD von der Stadt erhalten. Die Bundesregierung hat die Ausrüstung für die Gepäck und Passagierkontrolle gekauft, wobei der Rat 162.000 AUD für Installation der Ausrüstung bereitgestellt hat.
Im Geschäftsjahr 2011/12 plante der Stadtrat von Wagga Wagga die Entwicklung eines kommerziellen Luftfahrtbezirks für 6,8 Mio. AUD, um die Luftfahrtindustrie an den Flughafen zu locken. Der Rat würde außerdem 1,5 Mio. AUD für den Bau von 29 Hangers für die allgemeine Luftfahrt bereitstellen. Die Finanzierung der Flughafenverbesserungen sollte teilweise durch die Einführung von Parkgebühren auf dem Parkplatz des Flughafens finanziert werden.

## Fluggesellschaften und Reiseziele
| Fluggesellschaft | Reiseziele                  |
| ---------------- | --------------------------- |
| QantasLink       | Brisbane, Melbourne, Sydney |
| Regional Express | Melbourne, Sydney           |